# Erik Becker (Radsportler)
Erik Becker (* 14. Juli 1965) ist ein ehemaliger deutscher Radrennfahrer.
Becker gewann zweimal die DDR-Meisterschaft im Querfeldeinrennen, 1986 und 1988. 1989 wurde er Zweiter, 1987 Dritter der Titelkämpfe. 
Er startete für die SG Semper Berlin. Im Februar 1992 schloss er sich der RG Hamburg an, wo sein Vater Peter Becker (langjähriger Trainer von Jan Ullrich) mit Ullrich, Michael Giebelmann, Ralf Grabsch und André Korff eine Trainingsgruppe und Wohngemeinschaft gründete. Sie starteten in Hamburg unter dem Sponsoring von Panasonic für die RG Hamburg.

## Berufliches
Nach seiner aktiven Laufbahn war Erik Becker Sportkoordinator des Teams Deutsche Telekom „Jan Ullrich“ und als Landestrainer Mountainbike in Bayern tätig.
Becker war Geschäftsführer des Instituts für Prävention und Diagnostik Regensburg (IPD). Er gründete 2003 eine eigene Firma (Beckercoaching) mit den Schwerpunkten Leistungsdiagnostik, Trainingsplanung und betriebliches Gesundheitsmanagement.